# Sub Pop 200
Sub Pop 200 ist eine Compilation-CD des Labels Sub Pop aus Seattle. Auf der CD sind 20 verschiedene Grunge- und Hard-Rock-Bands zu finden, die später sehr berühmt wurden, wie Nirvana, Mudhoney und Soundgarden. Sub Pop 200 ist die zweite CD mit verschiedenen Künstlern, die Sub Pop veröffentlichte (1986 wurde Sub Pop 100 mit 14 Liedern veröffentlicht). 

## Das Cover
Das Cover wurde von Charles Burns gezeichnet, der in dieser Zeit für Sub Pop verschiedene Entwürfe für CDs und Poster entwarf. 

## Trackliste
1. "Sex God Missy" (Tad)
2. "Is It Day I'm Seeing" (The Fluid)
3. "Spank Thru" (Nirvana)
4. "Come Out Tonight" (Steven J. Bernstein)
5. "The Rose" (Mudhoney)
6. "Got No Chains" (The Walkabouts)
7. "Dead Is Dead" (Terry Lee Hale)
8. "Sub Pop Rock City" (Soundgarden)
9. "Hangin' Tree" (Green River)
10. "Swallow My Pride" (Fastbacks)
11. "The Outback" (Blood Circus)
12. "Zoo" (Swallow)
13. "Underground" (Chemistry Set)
14. "Gonna Find A Cave" (Girl Trouble)
15. "Split" (The Nights And Days)
16. "Big Cigar" (Cat Butt)
17. "Pajama Party In A Haunted Hive" (Beat Happening)
18. "Love Or Confusion" (Screaming Trees)
19. "Untitled" (Steve Fisk)
20. "You Lost It" (The Thrown Ups)

## Sonstige Infos
- Sub Pop 200 wurde 1988 nur als Schallplatte veröffentlicht. Später wurden dann Kopien auf CD produziert.
- Produzenten für Sub Pop 200 waren Jack Endino, Bruce Calder, Chris Hanzsek und Steve Fisk. Fisk veröffentlichte auch ein Lied ohne Titel auf der CD.
- Die meisten Songs sind nur auf Sub Pop 200 veröffentlicht worden und sind daher auf keinen anderen CDs zu finden (z. B. "Spank Thru" von Nirvana), andere wie "The Rose" (Superfuzz Bigmuff) von Mudhoney wurden auch auf eigenen CDs herausgebracht.